# Migraine Disability Assessment Score
Der Migraine Disability Assessment Fragebogen und der sich daraus ergebende Migraine Disability Assessment Score (MIDAS) wurde entwickelt, um durch Migräne bedingte Fähigkeitsstörungen und Beeinträchtigungen messbar zu machen und dadurch unter anderem die Arzt-Patient Kommunikation zu verbessern.
Es handelt sich um einen standardisierten Fragebogen, den die Patienten selbständig ausfüllen können. Er summiert die Anzahl der Tage, an denen die Patienten migränebedingt vollständig oder mindestens zur Hälfte in ihrer Leistungsfähigkeit beeinträchtigt gewesen sind, dies über einen Zeitraum von drei Monaten.
Dabei unterscheidet der Fragebogen zwischen dem Arbeitsplatz und zu Hause. Diese beiden Orte sind für die Altersgruppe der 20–50-Jährigen, in der die Migräne die größte Prävalenz zeigt, von größter Bedeutung. Bei der Auswertung ergibt sich aus der Summe der durch Migräne "verlorenen" Tage
der MIDA-Score, welcher in Grad I (geringe oder gelegentliche Behinderung) bis Grad IV (schwere Behinderung) unterteilt wird. Durch die Gradeinteilung wird die Behandlungsbedürftigkeit sowie die erforderliche Vorgehensweise ersichtlich.